# Remorse: The List
A Remorse: The List egy klasszikus túlélőhorror videojáték, amelyet a magyarországi székhelyű DeppreSick Team indie fejlesztőcsapat készített. A játék 2022. április 22-én jelent meg Microsoft Windows platformra, később pedig több konzolra is portolták. A történet egy fiktív, hideg és nyomasztó hangulatú magyar kisvárosban, Hidegpusztán játszódik. A játék játékmenete a felfedezésre, rejtvénymegoldásra, valamint közelharcra és lőfegyveres összecsapásokra épül.

## Játékmenet
A Remorse: The List játékmenetét és atmoszféráját nagyban inspirálta a skandináv indie játék, a Cry of Fear, amely szintén a pszichológiai horror és a túlélőhorror elemeit ötvözi egyéni, stilizált módon. A játék a klasszikus túlélőhorror műfaj hagyományaira épít, miközben modern FPS (belső nézetes lövöldözős) mechanikákkal és szabad felfedezéssel ötvözi a játékmenetet. A játék nemcsak a felfedezés és a történet elmélyítése szempontjából, hanem a taktikai döntésekben és az erőforrás-gazdálkodásban is egyedi kihívásokat kínál. A játékmenet során a játékosok a félelem és a feszültség határán egyensúlyozva szembesülnek a város borzalmaival, miközben mindent meg kell tenniük a túlélésért.

### Főbb játékmeneti jellemzők:

#### Nemlineáris felépítés – „A Lista”:
A játék elején a játékos egy papírlapot talál, rajta nevekkel és címsorokkal, amelyek főbb küldetéseket és célpontokat tartalmaznak. A lista nemcsak egy útmutatás, hanem egy olyan szimbolikus eszköz, amely a történet és a karakter belső vívódásainak szerves részévé válik. Nincs előre meghatározott sorrend, így a játékos maga döntheti el, hogy melyik célpontot követi először. Ez a döntés a történet kibontakozására is hatással van, mivel különböző események és karakterek csak a megfelelő sorrendben kerülnek elő. Ezzel a nemlineáris struktúrával minden egyes játékélmény egyedi lesz, és a játékos számára a történet érzékelése is változhat.

#### Nyitott és szervesen összekapcsolódó világ:
A Remorse: The List világát Hidegpuszta egy elhagyatott városrészének romjai alkotják, amely különböző helyszíneket foglal magában: lakótelepeket, ipari zónákat, aluljárókat, pszichiátriát és elhagyott kórházakat. A játék nagy, összefüggő térképe lehetővé teszi a szabad felfedezést, ugyanakkor folyamatosan újraértelmezi és átalakítja a város határait, ahogy a történet halad előre. A játékos nemcsak előre meghatározott útvonalakon haladhat, hanem a térkép egyes részei folyamatosan újratöltődnek, új útvonalakat nyitva meg a Metroidvania-szerű visszatérésekhez. Ez nemcsak a térkép bővítését, hanem új rejtett tartalmak felfedezését is lehetővé teszi, így minden felfedezés új titkokat és történeti rétegeket tár fel.

#### Korlátozott erőforrás-gazdálkodás:
A játékban az inventory (tárgykezelő) limitált kapacitással bír, ami folyamatos erőforrás-gazdálkodást igényel a játékostól. Mivel a gyógyító csomagok, elemek, és fegyveralkatrészek ritkák, a játékos kénytelen megfontolni, hogy milyen tárgyakat és fegyvereket tartson magánál a túlélés érdekében. A stratégiai döntések – például hogy inkább több lőszer vagy gyógyító csomag szükséges-e – éles hatással vannak a túlélés esélyeire, különösen a későbbi szakaszokban, amikor az ellenségek erősebbek és a helyzetek egyre kiszámíthatatlanabbak.

#### Realista harcrendszer:
A harc a Remorse: The List világában lassú, súlyos és realisztikus. A játékos közelharci fegyvereket (vascső, balta, kalapács) és tűzfegyvereket (pisztoly, shotgun, gépfegyver) használhat, de minden fegyver kezelése különböző kihívásokat jelent. A fegyverek újratöltése időigényes, és a játékos célzása közben korlátozott mozgást végezhet, így a harc során az időzítés és a taktika kulcsfontosságúvá válik. Az ellenségek nemcsak hogy gyorsak és agresszívek, de a játékosnak szembesülnie kell azzal is, hogy a lőszer korlátozott, és a közelharc gyakran élet-halál kérdése lehet.

#### Fejtörők és kulcstárgyak:
A játékban számos fejtörő és mechanikai probléma vár megoldásra. A játékos zárt ajtókat, kombinációs zárakat, áramellátási problémákat, valamint környezeti rejtélyeket oldhat meg, hogy előrehaladjon. Az információgyűjtés a környezet alapos átvizsgálásával és a dokumentumok, kódok keresésével történik, így a történet és a karakterek háttértörténete fokozatosan derül ki. A logikai rejtvények nemcsak a játékmenetet, hanem a játékos érzelmi állapotát is kihívás elé állítják, mivel a játék gyakran pszichológiai hatásokkal terheli a karaktert.

#### Hangalapú horror és atmoszféra:
A Remorse: The List egy igazi pszichológiai horror élményt kínál a játékosoknak. Az ambient hangok – távoli lépések, rádiózajok, szellők suttogása – és a dinamikusan változó zenei aláfestés állandó feszültséget és bizonytalanságot generálnak. Az aláfestő zene, amely finoman kíséri a felfedezéseket, váratlanul élesebbé válik a harcok közepette, és a hatás fokozódik, amikor a játékos olyan helyeken jár, ahol a valóság már eltorzul. Az elhagyatott környezetek, a zsúfolt aluljárók, a roncsolt pszichiátria mind hozzájárulnak a borongós, disszonáns atmoszférához, amely állandóan eléri a játékos pszichikai határait.

## Történet
A főszereplő egy névtelen férfi, aki egy sötét és nyomasztó lakótelepen tér magához, zsebében egy papírlappal, rajta nevekkel. Nem emlékszik, hogyan került oda, és mi történt vele. Ahogy elkezdi bejárni a várost, hamar ráébred, hogy valami szörnyűség történt Hidegpusztán: az emberek eltűntek vagy megőrültek, a város pedig egy szürreális, torz rémálommá vált.

### Témák és motívumok:
- Bűntudat és megváltás:  A játék címe, „The List” arra utal, hogy a főhősnek valamilyen módon „szembe kell néznie” saját múltjával. A lista nem csupán célszemélyek felsorolása, hanem szimbolikus reprezentációja a bűntudatnak, amellyel a játékosnak szembesülnie kell.
- Pszichológiai trauma és mentális összeomlás:  Ahogy egyre mélyebbre hatolunk Hidegpuszta romjai közé, a valóság egyre inkább eltorzul: látomások, sötét jelenések, önellentmondó feljegyzések, valamint rejtélyes figurák jelennek meg – mindez a psziché megbomlásának jeleként értelmezhető.
- Többféle végkifejlet:  A történet végkifejlete attól függ, hogy a játékos milyen sorrendben és hogyan hajtja végre a listán szereplő feladatokat, illetve mennyire mélyrehatóan tárja fel a rejtett információkat. A befejezések különböző értelmezéseket adhatnak a karakter sorsáról, motivációiról és erkölcsi állapotáról.

## Fogadtatás
A Remorse: The List megjelenése után elsősorban pozitív visszhangot kapott a szakmai sajtóban és a játékosok körében egyaránt. A kritikák gyakran dicsérték a magyar helyszín autentikus ábrázolását, a klausztrofób hangulatot és a klasszikus túlélőhorror-elemek modern újraértelmezését, miközben technikai hiányosságokat (pl. inventórium-kezelés, mentési pontok ritkasága) másodlagosnak ítélték a teljes élményhez képest.

### Szakmai kritikák
- PC GURU Online  „A Remorse: The List hangulatos, kelet-közép-európai miliője és a klausztrofób helyszínek ereje kiemelkedő” – értékelés: 7,5/10[1]
- iPon Magazin  „Egyedi keveréke a magyar vidéki autentikumnak és a pszichológiai horror kliséinek” – korai bemutató és interjú a fejlesztőkkel[2]
- TotalGaming  „A konzolos portok széles beállítási lehetőségeket kínálnak, ultrawide támogatással” – értékelés: 7/10[3]
- PlayDome  „A PS5-ös kiadás stabil 60 fps-sel fut, minimális töltési időkkel” [4]

### Játékos vélemények
- Steam közösség  „Nagyrészt pozitív” értékelés; dicséret: hangulat, rejtett tartalmak, nemlineáris narratíva; kritika: ritka mentési pontok, nehézkes inventórium-kezelés[5] https://store.steampowered.com/app/867960/Remorse_The_List/
- Reddit – r/horrorjatek  Felhasználók a pszichológiai horror-elemeket és a groteszk szörnydizájnt méltatták; említik a gyors ellenségek új dinamikáját[6]
- GameStar fórum  Olvasói hozzászólások kiemelik a „hangok és világítás kontrasztjának” szerepét az atmoszférában[7]
- Metacritic  Aggregált pontszám: 73/100; külföldi kritikák: dicséret a hangulatért és a fejtörőkért, visszafogott elismerés a látványért   https://www.metacritic.com/game/pc/remorse-the-list[8]